# 拉戈迪韦勒
拉戈迪韦勒（法語：La Godivelle，法語發音：[la ɡɔdivɛl]）是法国多姆山省的一个市镇，属于伊苏瓦尔区。

## 地理
拉戈迪韦勒（45°23'19"N, 2°55'21"E）面积15.44 平方千米，位于法国奥弗涅-罗讷-阿尔卑斯大区多姆山省，该省份为法国中南部省份，北起阿列省接壤，东临卢瓦尔省，南至上盧瓦爾省和康塔爾省，西接科雷兹省和克勒兹省。
与拉戈迪韦勒接壤的市镇（或旧市镇、城区）包括：蒙格勒莱、孔潘、埃斯潘沙勒、圣阿利尔-埃斯蒙塔涅。

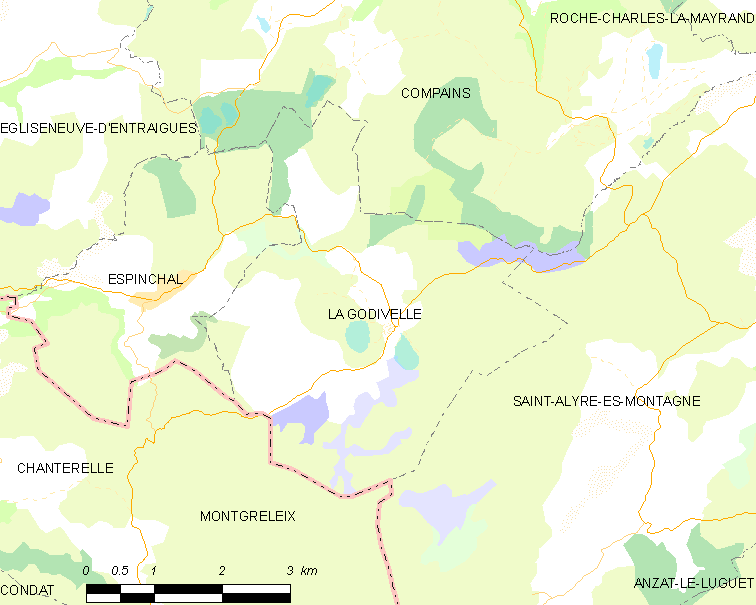
拉戈迪韦勒的OSM定位图

拉戈迪韦勒的时区为UTC+01:00、UTC+02:00（夏令时）。

## 行政
拉戈迪韦勒的邮政编码为63850，INSEE市镇编码为63169。

## 政治
拉戈迪韦勒所属的省级选区为布拉萨克莱米讷县。

## 人口

1962-2008年间拉戈迪韦勒人口变化图示

拉戈迪韦勒于2022年1月1日时的人口数量为17人。